# 阿博林岩
71°50′S 11°16′E / 71.833°S 11.267°E
阿博林岩（英語：Abolin Rock）是南極洲的岩層，位於毛德皇后地的阿斯特里德公主海岸，屬於洪堡山脈中利布克內希山脈的一部分，根據挪威探險隊的測量和拍攝的空中照片繪入地圖，現時由南極條約體系管理。
 本条目引用的公有领域材料来自美国地质调查局的文档《阿博林岩》 （資料來自地名信息系统）。